# HTC Touch Pro2
De HTC Touch Pro2, ook bekend onder codenaam HTC Rhodium is een smartphone die ontwikkeld is door HTC. De HTC Touch Pro2 werkt op Windows Mobile 6.1 en is op 3 juni 2009 te koop. In de tweede helft van 2009 zal het toestel een kosteloze upgrade krijgen naar Windows Mobile 6.5. Het toestel is de grote broer van de HTC Touch Diamond2 en beschikt over een QWERTY-toetsenbord. Hierover beschikt de Diamond2 niet. De voorloper van het toestel was de HTC Touch Pro.
De Touch Pro2 werd samen met de Diamond2 onthuld op 16 februari 2009 in Barcelona tijdens het Mobile World Congress.
Volgens HTC gaat de batterij van de Touch Pro2 veel langer mee dan de voorloper. Verder bevat de Touch Pro2 een microSDHC slot waardoor er geheugenkaartjes tot en met 32GB gebruikt kunnen worden om de opslag te vergroten.

## Nieuwe versies
In juli 2009 lanceerde HTC een verbeterde Touch Pro2 die speciaal voor de Canada provider Telus is gemaakt. De aangepaste Touch Pro2 bevat nu ook een extUSB-aansluiting en een 3,5mm-plug voor geluidsweergave.
Ook T-Mobile heeft in de VS een eigen versie uitgebracht.